# 吕泽日河畔拉瓦勒
呂澤日河畔拉瓦勒（法語：Laval-sur-Luzège，法語發音：[laval syʁ lyzɛʒ]）是法国科雷兹省的一个市镇，属于蒂勒区。

## 地理
吕泽日河畔拉瓦勒（45°16'1"N, 2°8'2"E）面积16.94 平方千米，位于法国新阿基坦大区科雷兹省，该省份为法国中南部省份，北起上维埃纳省和克勒兹省，西接多爾多涅省，南至洛特省，东临多姆山省和康塔爾省。
与吕泽日河畔拉瓦勒接壤的市镇（或旧市镇、城区）包括：欧里亚克、拉普洛、圣伊莱尔富瓦萨克、圣梅尔德拉普洛、苏尔萨克。
吕泽日河畔拉瓦勒的时区为UTC+01:00、UTC+02:00（夏令时）。

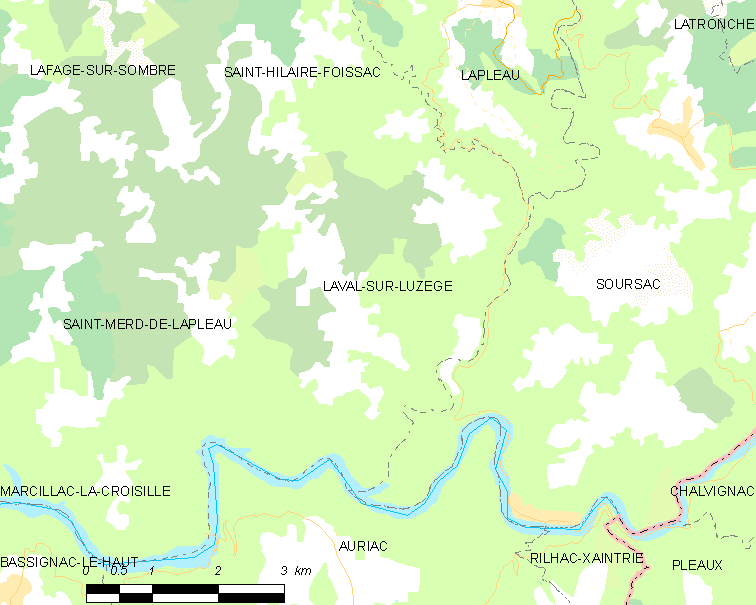
吕泽日河畔拉瓦勒的OSM定位图

## 行政
吕泽日河畔拉瓦勒的邮政编码为19550，INSEE市镇编码为19111。

## 政治
吕泽日河畔拉瓦勒所属的省级选区为埃格勒通县。

## 人口

1962-2008年间吕泽日河畔拉瓦勒人口变化图示

吕泽日河畔拉瓦勒于2022年1月1日时的人口数量为102人。